# Pisana (razza bovina)
La pisana, conosciuta anche come mucco pisano o anche mucco nero, è una pregiatissima razza bovina allevata in Toscana nel pisano. È una razza a rischio di estinzione.
Questa razza bovina vede la sua origine nella zona costiera della provincia di Pisa, fra San Rossore, Tombolo e Migliarino. Acquisì una rilevante popolarità verso la fine del 1700 essendo una razza bovina estremamente versatile, infatti trovava impiego nella produzione del latte, nella produzione di carne, ma soprattutto nei lavori agricoli.
Durante i primi decenni del Novecento gli allevamenti contavano circa 20000 capi di bestiame sparsi nel territorio pisano, da tale numero si è arrivati a scendere a circa 70 capi durante il 1980. Per questo motivo nel 1998 è partito un programma di conservazione per cercare di salvare la razza dall’estinzione.

## Caratteristiche
Le origini della pisana sono da ricercare nell'antichità e nasce dall’incrocio della razza Schways con capi locali e successivamente vede l'incrocio con Chianina, Olandese e Durham.
Si presenta con un manto marrone-rosso scuro caratterizzato da una striscia più chiara sul dorso, il naso e le orecchie sono chiare. La razza pisana era usata prevalentemente per i lavori agricoli e per questo motivo ne è stato abbandonato progressivamente l'allevamento con l'avvento delle macchine agricole moderne.